# Prastio (Nicosia)
Prastio (in greco Πραστιό?; in turco Aydınköy) è un villaggio di Cipro.  De iure si trova nel distretto di Nicosia della repubblica di Cipro, de facto, in quello di Güzelyurt della repubblica di Cipro del Nord.
Nel 2011 Prastio aveva 1 164 abitanti.

## Geografia fisica
Il villaggio si trova sei chilometri a sud ovest di Morfou/Güzelyurt, nella pianura omonima, vicino alla Baia di Morfou.

## Origini del nome
Alcuni sostengono che Prastio è una corruzione di "prastij", che in greco significa "frazione". D'altra parte, il geografo Jack Goodwin propone che il nome potrebbe essere una derivazione dal greco antico, "pro-asti" che significa "verso la città". Nel 1975, i turco-ciprioti cambiarono il nome in Aydınköy, che significa "villaggio luminoso" o "villaggio illuminato". Il nome ottomano del villaggio come registrato nel censimento del 1831 era Prasko o Praşkü.

## Società

### Evoluzione demografica
Nel censimento ottomano del 1831, il villaggio è registrato come misto, sebbene i cristiani (greco-ciprioti) costituissero quasi l'87% della popolazione. Nel 1891 non c'erano turco-ciprioti che vivevano a Prastio. Durante il periodo britannico la popolazione del villaggio aumentò significativamente, passando da 182 abitanti nel 1891 a 545 nel 1960.
Nell'agosto 1974, i greco-ciprioti fuggirono dal villaggio dall'esercito turco che avanzava. Attualmente, come la maggior parte dei greco-ciprioti sfollati, i greco-ciprioti di Prastio sono sparsi nel sud dell'isola, soprattutto nelle città. Il numero dei greco-ciprioti di Prastio sfollati nel 1974 era di circa 600 (545 nel censimento del 1960).
Attualmente il villaggio è abitato principalmente da turco-ciprioti sfollati da Malia/Bağlarbaşı, Paramali/Çayönü, Kivides/Alsandık e Silikou nel distretto di Limassol; Flasou/Flasu nel distretto di Nicosia; Chrysochou/Altıncık, Agios Ioannis/Aydın, Arodes/Kalkanlı, Agios Georgios/Kavaklı, Souskiou/Susuz, Marona/Uluçam, Pelathousa/Karaağaç, Makounta/Yakacık, Anadiou/Görmeli, Agios Nikolaos/Esentepe, Kidasi/Ceyhan nel distretto di Paphos. Ci sono anche sfollati da Kokkina/Erenköy e turco-ciprioti non sfollati da Lefka/Lefke. Inoltre, tra gli attuali abitanti del villaggio ci sono anche alcuni agricoltori turchi, originari di luoghi come Adana, Kayseri, Silifke, Adıyaman e Alaşehir. Questi si sono stabiliti nel villaggio alla fine degli anni '70. Durante la stagione della raccolta delle arance, il villaggio ospita anche molti lavoratori stagionali dalla Turchia. Sono alloggiati in tende o in alloggi prefabbricati eretti appositamente per loro, di solito situati negli aranceti dove lavorano. Il censimento turco-cipriota del 2006 stimava la popolazione del villaggio a 1 154 persone.